# Flughafen Bauru

i7
i11
i13
Der Flughafen Comandante João Ribeiro de Barros (portugiesisch Aeroporto Comandante João Ribeiro de Barros, ICAO-Code: SNBA) ist der alte Flughafen der Stadt Bauru im Bundesstaat São Paulo.
Der kommerzielle Flugbetrieb wurde 2006 eingestellt, als der neue Flughafen Bauru-Arealva eröffnet wurde.

## Geschichte
Der Flughafen wurde 1939 eröffnet.
Am 23. Oktober 2006 wurde der kommerzielle Flugbetrieb eingestellt. Seitdem wird der Flughafen vom Aeroclube de Bauru genutzt und steht auch dem allgemeinen Luftverkehr offen.
2013 übertrug die Luftfahrtbehörde von São Paulo DAESP die Verwaltung des Flughafens auf die Gemeinde Bauru.

## Fluggesellschaften und Ziele
Derzeit werden keine Linienflüge vom oder zum alten Flughafen Bauru angeboten.

## Zwischenfälle
- Am 13. Mai 1952 fiel an einer Douglas DC-3/C-47B-45-DK der VASP (Luftfahrzeugkennzeichen PP-SPM) auf dem Flug von São Paulo-Congonhas nach Bauru das linke Triebwerk aus, gefolgt von Problemen mit dem rechten Triebwerk aufgrund mangelhafter Wartung. Die Piloten verloren die Kontrolle bei der Vorbereitung einer Notlandung. Das Flugzeug wurde irreparabel beschädigt. Zwei Mitglieder der Flugbesatzung sowie 3 Passagiere verloren ihr Leben; es waren 22 Personen an Bord.[3]

- Am 8. Februar 1979 verunfallte eine Embraer EMB 110C Bandeirante der Transportes Aéreos Regionais (PT-SBB) auf dem Weg von Bauru nach São Paulo-Congonhas. Kurz nach dem Start streifte die Maschine Bäume und zerschellte. Alle 18 Insassen starben.[4][5]

- Am 12. Februar 1990 befand sich eine Fokker F-27-200 der brasilianischen Transportes Aéreos Regionais (PT-LCG) im Anflug auf den Flughafen Bauru. Ein Flugkapitän in Ausbildung hatte den Sinkflug zu spät eingeleitet. Der auf dem Flug mitfliegende Ausbilder verlangte, dass der Anflug trotz der zu großen Flughöhe und der zu hohen Fluggeschwindigkeit fortgesetzt werden solle. Als der auszubildende Flugkapitän verunsichert war, übernahm der Ausbilder das Steuer. Die Maschine setzte zu schnell auf der Landebahn auf. Beim anschließenden Durchstarten wurden die Triebwerke zu abrupt beschleunigt, woraufhin es zu mangelnder Leistung kam, die Fokker 600 Meter hinter dem Flughafen wieder zu Boden ging und mit einem Pkw kollidierte. Zwei Insassen des Pkw und ein Pilot wurden getötet, während 40 Insassen der Maschine den Unfall überlebten (siehe auch Flugunfall der TAM Linhas Aéreas in Bauru 1990).[6]